# NGC 5486
NGC 5486 је спирална галаксија у сазвежђу Велики медвед која се налази на NGC листи објеката дубоког неба.
Деклинација објекта је + 55° 6' 11" а ректасцензија 14h 7m 24,9s. Привидна величина (магнитуда) објекта NGC 5486 износи 13,3 а фотографска магнитуда 13,9. Налази се на удаљености од 34,256 милиона парсека од Сунца. NGC 5486 је још познат и под ознакама UGC 9036, MCG 9-23-38, CGCG 272-31, IRAS 14056+5520, PGC 50383.